# Chiara Boni
Maria Chiara Boni (Firenze, 27 agosto 1948) è una stilista italiana.

## Biografia

### Carriera nella moda
Chiara Boni si è diplomata al liceo linguistico. Dopo una breve esperienza a Londra, nel 1971 inizia la propria carriera da stilista, aprendo a Firenze la sua prima boutique, nella quale propone abiti disegnati da lei stessa, sotto la sigla di You Tarzan Me Jane. 
Il brand venne notato e acquisito da GFT (Gruppo Finanziario Tessile) che già collaborava con Armani e Valentino; in questo periodo impara molto sui tessuti stretch che poi la renderanno famosa. Lavorò anche a Ginevra come consulente per le fabbriche che volevano inserire questo materiale nella loro produzione. Successivamente Chiara Boni riacquisisce il suo marchio e crea la sua linea Chiara Boni la petite robe, che propone abiti in jersey stretch molto apprezzati da star e personalità internazionali, soprattutto a New York, dove sfila due volte l'anno.
Chiara Boni ha disegnato anche costumi teatrali e lavorato con i migliori fotografi.
Chiara Boni è da sempre appassionata di arte e ha sempre considerato la moda come libera forma di espressione.

### Televisione
Collabora in qualità di conduttrice ed autrice alla produzione de Il Dilemma, programma di Giovanni Minoli, al fianco dell'ex marito Vittorio Maschietto. Cura una rubrica all'interno del rotocalco televisivo Domenica In, nelle edizioni curate da Gianni Boncompagni. Nell'autunno 2006 partecipa come concorrente alla terza edizione del talent show di Rai Uno Ballando con le stelle, condotta da Milly Carlucci, al fianco del ballerino professionista Samuel Peron: il duo Boni-Peron ottiene il dodicesimo posto, su 14 coppie in gara.

### Politica
È stata assessore alla Comunicazione e Informazione della Regione Toscana.

## Vita privata
Dopo una storia con un giovane Vittorio Sgarbi ha avuto una lunga relazione con il manager Cesare Romiti. Si è poi sposata con Vittorio Maschietto e dal 2006 è stata moglie di Angelo Rovati  fino alla morte di lui nel 2013.

## Pubblicazioni
- Chiara Boni e Luigi Settembrini, Vestiti, usciamo: l'eleganza femminile e la seduzione, Milano, A. Mondadori, 1987, SBN RAV0276157.